# Exulant (spolek)
Exulant, zapsaný spolek, je křesťanské společenství, které sdružuje potomky českých exulantů a do svých řad přijímá i zájemce o dědictví české reformace.
Spolek je nejen pokračovatelem občanského sdružení Exulant založeného 10. května 1995, ale i nástupcem Pracovního sboru českých exulantů (úředně rozpuštěného za německé okupace) a Sboru českých exulantů i navrátilců z Polska, jehož činnost byla zakázána v roce 1953.
Jeho spoluzakladatelem a prvním předsedou byl prof. Karel Matějka.

## O spolku

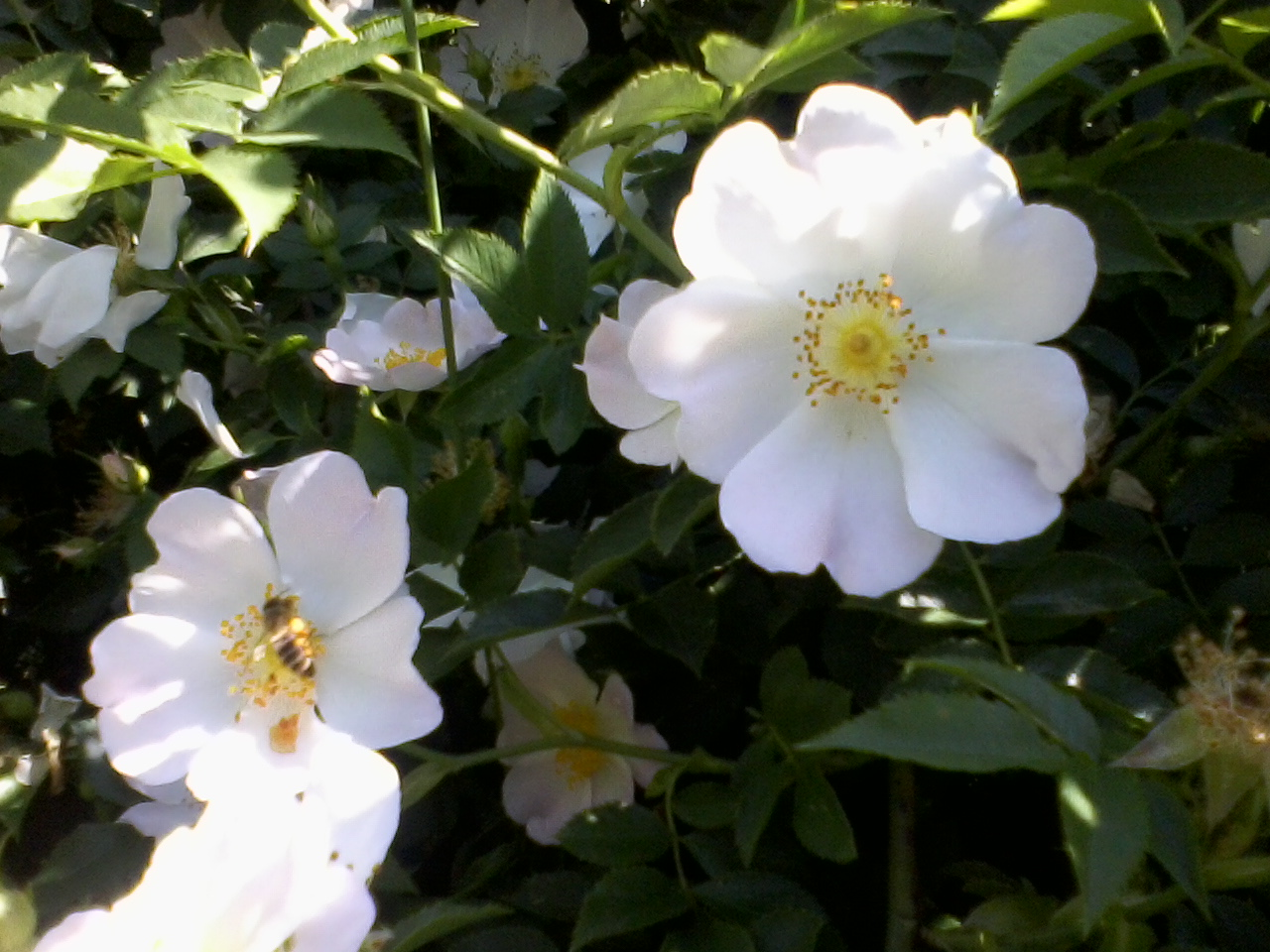
Exulantská růže (Rosa Exularia)

Jedná se o křesťanské ekumenické společenství, jehož cílem je udržování historické paměti národa založené na odkazu předků, exulantů z doby pobělohorské – kteří (vyučeni Mistrem Janem Husem a reformačními otci k úctě k Boží pravdě) toužili vést bohulibý život bez přetvářky a lži.

## Aktivity spolku
- Udržuje, upevňuje nebo obnovuje zpřetrhané kontakty mezi potomky či sympatizanty pobělohorských exulantů v různých částech světa. Webová stránka Exulanti, kterou spolek financuje u společnosti MyHeritage, je cenným zdrojem genealogických informací pro desítky tisíc badatelů nejen z Evropy.[3]  Hlavní zásluhu na vzniku této databáze má Edita Štěříková, která ve svých publikacích zpřístupnila širší veřejnosti dokumenty, které se nacházejí především ve státních archivech a v rukopisných odděleních knihoven v Německu (např. Herrnhut), Švýcarsku, Polsku i v  Čechách.
- Spolupracuje s příbuznými institucemi na pořádání celosvětových setkání a konferencí  –  zejména pak s Českobratrskou církví evangelickou, baptisty, Evangelickým reformovaným sborem v Zelově  (Zelovské zvonky) i dalšími evangelickými církvemi a spolky.[4]
- Organizuje zájezdy do míst, kde exulanti žili nebo kde dosud  žijí jejich potomci.
- Publikuje. Knihy vydávané Spolkem prostřednictvím nakladatelství Kalich jsou spojeny tématem české reformace, protireformace, exilem a životem v exilu, dále pak reemigrací (repatriací) i současným životem potomků exulantů.
- Informuje své členy prostřednictvím informačního Věstníku, který je vydáván zpravidla dvakrát ročně. Archiv Věstníku je dostupný online.